# Andrew Tiernan
Andrew James Tiernan (ur. 30 listopada 1965 w Ladywood) – angielski aktor i producent filmowy.

## Życiorys
Urodził się i dorastał w Ladywood, w rodzinie Irlandczyków, którzy po II wojnie światowej przeprowadzili się z Dublina do dzielnicy Birmingham.
W wieku 15 lat wyjechał do Londynu, gdzie studiował w prestiżowej Drama Centre London, którą ukończyli także: Colin Firth, Pierce Brosnan, Paul Bettany i Michael Fassbender. Występował w Birmingham Youth Theatre i National Youth Theatre. W 1991 roku Derek Jarman zaangażował go do ekranizacji dramatu historycznego Edward II wg sztuki Christophera Marlowe.

## Filmografia

### Filmy fabularne
- 1991: Edward II jako Piers Gaveston
- 1994: Wywiad z wampirem jako paryski wampir
- 1997: Udając Boga jako Cyril
- 1997: Śnieżka dla dorosłych jako Scar
- 2002: Pianista jako Szalas
- 2003: 300 jako Efialtes z Trachis
- 2014: The Great Fire jako Vincent
- 2014: 300: Początek imperium jako Efialtes z Trachis

### Seriale TV
- 1991-92: Główny podejrzany (Prime Suspect) jako DC Rosper
- 1999: Jonathan Creek jako Lenny Spearfish
- 2007: Morderstwa w Midsomer jako Steve Bright
- 2009: Na sygnale jako O’Neill
- 2011: Doktor Who jako Purcell
- 2011: Przygody Merlina jako Osgar
- 2013: Detektyw Foyle jako Geoffrey Helliwell

### Gry wideo
- 2014: Dark Souls II jako Chancellor Wellager (głos)